# Shigu (köping i Kina, Sichuan, lat 31,16, long 104,06)
Shigu (kinesiska: 师古镇, 师古) är en köping i Kina. Den ligger i provinsen Sichuan, i den sydvästra delen av landet, omkring 55 kilometer norr om provinshuvudstaden Chengdu. Antalet invånare är 40 220. Befolkningen består av 20 129 kvinnor och 20 091 män. Barn under 15 år utgör 10,0 %, vuxna 15-64 år 77 %, och äldre över 65 år 12,0 %.
Genomsnittlig årsnederbörd är 1 200 millimeter. Den regnigaste månaden är juli, med i genomsnitt 346 mm nederbörd, och den torraste är december, med 5 mm nederbörd.